# Берёзовка (приток Малой Какши)
Берёзовка — река в России, протекает в Шахунском районе Нижегородской области. Устье реки находится в 41 км по левому берегу реки Малая Какша. Длина реки составляет 12 км.
Исток реки западнее деревни Фомино в 13 км к юго-западу от села Хмелевицы. Течёт на северо-восток, в нижнем течении протекает деревни Муравьёво, Момзино и Малая Берёзовка. Впадает в Малую Какшу ниже села Красногор.

## Данные водного реестра
По данным государственного водного реестра России относится к Верхневолжскому бассейновому округу, водохозяйственный участок реки — Ветлуга от истока до города Ветлуга, речной подбассейн реки — Волга от впадения Оки до Куйбышевского водохранилища (без бассейна Суры). Речной бассейн реки — (Верхняя) Волга до Куйбышевского водохранилища (без бассейна Оки).
По данным геоинформационной системы водохозяйственного районирования территории РФ, подготовленной Федеральным агентством водных ресурсов:
- Код водного объекта в государственном водном реестре — 08010400112110000042346
- Код по гидрологической изученности (ГИ) — 110004234
- Код бассейна — 08.01.04.001
- Номер тома по ГИ — 10
- Выпуск по ГИ — 0